# Leptoporus
Leptoporus là một chi nấm thuộc họ Polyporaceae.